# Gush Etzion
Gush Etzion (hebreu: גוש עציון‎) és un conjunt d'assentaments israelians localitzats en l'Àrea de Judea i Samaria, en la Cisjordània ocupada. Els assentaments van ser construïts després de la Guerra dels Sis Dies. Com altres poblats d'aquest tipus, la seva legalitat ha estat tema de permanent controvèrsia: segons alguns sectors de la comunitat internacional, aquests han de ser considerats il·legals segons les normes del dret internacional; tanmateix, Israel no reconeix aquesta afirmació. L'any 2011, Gush Etzion tenia 22 assentaments amb una població de 70.000 habitants.

## Llista d'assentaments israelians a Gush Etzion
| - Alon Shvut - Bat Ayin - Guevaot - Elazar - Har Gilo - Karmei Tzur - Kfar Etzion (quibuts) - Migdal Oz (quibuts) - Neve Daniel - Rosh Tzurim (quibuts) | - Ibei HaNahal - Kedar - Kfar Eldad - Maale Amos - Maale Rehavam - Metzad - Nokdim - Pnei Kedem - Tekoa |